# Pfalz A.I
Lo Pfalz A.I era un monomotore da ricognizione ad ala alta a parasole prodotto su licenza dall'azienda bavarese, nell'allora Impero tedesco, Pfalz-Flugzeugwerke nei primi anni dieci del XX secolo.
Sostanzialmente identico al Morane-Saulnier Type L, venne destinato ai reparti da osservazione e ricognizione aerea della Luftstreitkräfte, la componente aerea del Deutsches Heer (l'esercito imperiale tedesco), durante le prime fasi della prima guerra mondiale.

## Storia del progetto
La Pfalz, azienda fondata a Spira su iniziativa di alcuni imprenditori locali, tra il 1913 ed il 1914 ottenne una licenza di produzione dalla francese Morane-Saulnier per il Type LA, un modello biposto da turismo ed addestramento destinato al mercato dell'aviazione civile. Del modello furono realizzati 8 esemplari, uno dei quali venne inviato in Africa nel 1914; questo, grazie alla sua configurazione biposto, poteva essere particolarmente utile nella gestione dei collegamenti e nella lotta nei territori coloniali dell'Africa Orientale Tedesca.
Con lo scoppio della prima guerra mondiale l'azienda bavarese ricevette da parte dell'Idflieg una commissione per la fornitura del modello che, secondo il sistema di designazione introdotto dallo stesso, venne inserito tra gli A-Typ (velivoli biposto destinati alla ricognizione aerea) ed identificato, essendo il primo prodotto dall'azienda, come A.I.
Il modello risultava sostanzialmente identico al suo progenitore francese, tranne che per la presenza di due pannelli di celluloide che sostituivano la tela trattata ai lati della fusoliera, soluzione atta, grazie alla loro trasparenza, a dare maggiore visibilità dalla postazione di pilotaggio. Anche la motorizzazione adottata, un Oberursel U.0 rotativo a 7 cilindri raffreddati ad aria capace di esprimere una potenza pari a 80 PS (59 kW), risultava simile al modello originario, dato che era la copia del francese Gnome Lambda realizzata su licenza dalla Motorenfabrik Oberursel.
Dall'A.I verrà in seguito sviluppato lo Pfalz A.II dal quale si distingueva per la motorizzazione adottata, il più potente 9 cilindri Oberursel U.I da 100 PS (73,5 kW), a sua volta progenitore dello Pfalz E.III, uno dei primi caccia in dotazione all'aviazione tedesca.

### Impiego operativo
I velivoli furono utilizzati durante la prima guerra mondiale dai reparti di osservazione e ricognizione aerea della Luftstreitkräfte basati sul fronte occidentale nel primo periodo del conflitto, venendo rapidamente sostituiti da modelli più recenti dotati di armamento difensivo.

## Utilizzatori
Germania
- Luftstreitkräfte